# Raurenjaure (Frostvikens socken, Jämtland, 721095-143026)
Raurenjaure är en sjö i Strömsunds kommun i Jämtland och ingår i Ångermanälvens huvudavrinningsområde. Sjön har en area på 1,5 kvadratkilometer och ligger 571,2 meter över havet. Sjön avvattnas av vattendraget Fjällsjöälven (Sannarån).

## Delavrinningsområde
Raurenjaure ingår i det delavrinningsområde (720975-142898) som SMHI kallar för Utloppet av Raurenjaure. Medelhöjden är 629 meter över havet och ytan är 11,82 kvadratkilometer. Det finns inga avrinningsområden uppströms utan avrinningsområdet är högsta punkten. Fjällsjöälven (Sannarån) som avvattnar avrinningsområdet har biflödesordning 2, vilket innebär att vattnet flödar genom totalt 2 vattendrag innan det når havet efter 338 kilometer. Avrinningsområdet består mestadels av skog (64 procent) och sankmarker (16 procent). Avrinningsområdet har 1,72 kvadratkilometer vattenytor vilket ger det en sjöprocent på 14,5 procent.